# Ugrabitev Sabink (Giambologna)
Ugrabitev Sabink (včasih tudi Posilstvo Sabink) je velik in zapleten marmorni kip flamskega kiparja in arhitekta Giambologna. Končan je bil med letoma 1579 in 1583 za Cosima I. Medičejskega. Giambologna je v svojem življenju dosegel veliko slavo in to delo na splošno velja za njegovo mojstrovino. V Loggia dei Lanzi v Firencah je od avgusta 1582.
Kip je sestavljen v slogu figura serpentinata. Upodablja tri gole figure: mladeniča v sredini, ki je navidezno grabi žensko obupanemu starejšemu moškemu pod njim. Domnevno temelji na dogodku ugrbitve Sabink iz zgodnje zgodovine Rima, ko je bilo v mestu razmeroma malo žensk, zaradi česar so njihovi moški zagrešili raptio ( latinski izraz za obsežne ugrabitve žensk ) mladih žensk iz bližnjih mest.
To je bil prvi od Giambolognovih kipov za Francesca de’ Medici iz Toskane in je izdelan v manierističnem slogu, povezanem z italijansko visoko renesanso. Sestavljen je iz treh polnih figur in je izklesan iz enega bloka belega marmorja. Ime je dobilo šele potem, ko je bilo dokončano. Giambologna je bil običajno neobvezujoč glede teme svojega dela in v tem primeru je želel izdelati veliko, monumentalno skulpturo, ki bi pokazala njegovo virtuoznost. Približno v času, ko je bil dokončan in preden ga je Francesco dal namestiti v Loggia dei Lanzi, je Vincenzo Borghini predlagal naslov Ugrabitev Sabink, zato je bil na podstavek dodan bronast relief, da bi ga povezal z rimskim mitom.

## Naslov in predmet
Kip je bil namenjen Francescu de’ Medici iz Toskane, ne po naročilu, temveč zato, da bi naredil vtis na vplivne Medičejce, za katere je umetnik pozneje izdelal številna dela, s čimer je ustvaril svojo kariero in ugled. Giambologna je bolj kot pripovedovanje zgodb ali zgodovinsko slikarstvo zanimala tehnika in kiparska oblika, svoja dela pa je običajno poimenoval šele po koncu njihovega dokončanja. Njegovi delovni naslovi za ta kip so v različnih obdobjih vključevali Parisa in Heleno, Plutona in Prozerpino ter Fineja in Andromedo, čeprav poimenovanje ni bila stvar, s katero se je ukvarjal. Po besedah umetnostnega zgodovinarja Johna Shearmana je bil kip »eksperiment v obliki in ne vsebini« in tipičen za svoj čas »izraz umetniških kvalitet«.  S tem se je strinjal zgodovinar Charles Avery, ki ga je opisal kot »čisto kot kompozicijsko vajo«. Avery je nadaljeval, da je Giambologna'a »zaradi pomanjkanja zanimanja za specifično temo ali globoko čustveno izražanje ... pustil svobodo, da se je lahko osredotočil na tehnični vidik in razširil svojo virtuoznost do meja materialov, s katerimi je delal«.
Ko se je bližal zaključek, je Giambologna potreboval naslov in je zahteval prispevek številnih piscev. Italijanski menih, filolog in zbiralec umetnin Vincenzo Borghini je predlagal naslov La Rappia delle Sabine (Plenjenje sabinskih deklet). Po besedah umetnostnega zgodovinarja Michaela Colea se naslov morda nekako prilega, vendar je v bistvu nezadovoljiv ali morda nesmiseln, saj ne izraža umetnikove resnične namere. Kot pravi Cole, je »scena ... v skladu s tem, kar bi pričakovali pri upodobitvi Sabink, vendar nič ne razjasni identitete likov«. 
Sam Borghini se je zavedal kontekstualnih omejitev svojega naslova, vendar je kljub temu zapisal, da je Giambologna »tako upodobil prej omenjeno Sabinko kot mlado žensko, ki jo dvigujejo; njen ugrabitelj predstavlja Talasija. Tudi če je sam ni vzel v javnost, so jo njegovi možje vzeli za sebe, on pa jo je vzel na samem in ji ukradel nedolžnost. Starec spodaj pa predstavlja njenega očeta, saj zgodba, kot sem rekel, pripoveduje, da so Rimljani ugrabili Sabinke iz rok njihovih očetov«. Glede na to branje delo včasih primerjajo z Donatellovo Judita in Holofern, ki je v Loggii dei Lanzi od 1506 do 1919.
V kontekstu legende o Sabinkah naslovna beseda 'ugrabitev' temelji na klasičnem rimskem izrazu raptio, ki se v grobem prevaja kot množična.

## Opis
Ugrabitev Sabink je bila izdelana iz enega samega bloka belega marmorja, ki je postal največji blok, ki je bil kdaj prepeljan v Firence. Giambologna je želel ustvariti kompozicijo s figura serpentina (S-krivulja) in kačastim spiralnim gibanjem navzgor. Zasnovana je bila brez prevladujočega stališča; to pomeni, da delo daje drugačen pogled, odvisno od tega, iz katerega kota je gledano.
S 410 cm višine je kip večji od naravne velikosti, kar prispeva k njegovemu monumentalnemu vtisu. Na njem so upodobljene tri gole figure: starec, ki čepi na dnu, mladenič v sredini, ki nad svojo glavo dviga mlado žensko. Ženska, ki iztegne desno roko navzven in grabi za pomoč, se v življenjski nevarnosti bori, da bi se osvobodila svojega ugrabitelja. Videti je, da je starec poražen in obupan. Vidna je le polovica njegovega telesa in iz nekaterih zornih kotov je to očitno zato, ker stopala in kolena mlajšega silovito potiskajo in držijo navzdol. Glave treh figur so na nasprotni strani ne glede na točko gledanja; predvsem se zdi, da je starec vedno obrnjen stran od mlajše ženske, saj se zaveda, da jo je izgubil zaradi agresorja, zato je njegovo zvijanje obraza verjetno brati kot sram.
- Detajl ženske figure
- Pogled od zadaj mladeniča
- Pogled od spredaj z ozadjem

Giambologna je bil ambiciozen in tekmovalen ter je upal, da se bo izenačil s številnimi vplivneži, vključno z Michelangelovim Davidom iz let 1501–04, ki je zdaj v Galeriji Accademia, in Baccia Bandinellija s Herkul in Kak iz let 1525–34 na Piazza della Signoria; oba v Firencah.[16]
Na podstavku je v nizkem reliefu napis OPVS IOANNIS BOLONII FLANDRI MDLXXXII (Delo Johannesa iz Boulogna Flandrijskega, 1582).

## Študije in stanje
Originalni model iz mavca je zdaj v Gallerii dell'Accademia. Bronasti model iz c. 1579 je v Metropolitanskem muzeju umetnosti v New Yorku.
Skulptura je bila obnovljena leta 2001 in ponovno leta 2007.

## Vpliv
Kip je bil zelo vpliven in naj bi prispeval k delom, kot so Ugrabitev Perzefone Giana Lorenza Berninija (1621-22), Laokoon Adriaena de Vriesa (1623) in Perzej in Andromeda (1684) Pierra Pugeta, med mnogimi drugimi.
- Ugrabitev Perzefone, Gian Lorenzo Bernini, 1621–22. Galerija Borghese, Rim
- Laokontova skupina, Adriaen de Vries, 1623. palača Wallenstein, Praga
- Perzej in Andromeda, Pierre Puget, 1684. Louvre, Pariz

## Druge umetniške interpretacije
Ena najbolj navdihujočih rimskih legend v umetnostni zgodovini je bila tista o ugrabitvi Sabink, ki so jo od renesanse razlagali kot simbol pomena zakonske zveze za kontinuiteto družin in kultur. Šlo je za redek primer znotraj bojnega žanra, a je umetnikom omogočilo, da so pokazali svoje poznavanje kompozicij in obvladovanje umetniške anatomije. Spodaj je nekaj njegovih najpomembnejših manifestacij:
- Pietro da Cortona; med svojimi mitološkimi slikami je leta 1629 naredil Ugrabitev Sabink, ki je v Kapitolskih muzejih v Rimu.
- Peter Paul Rubens je med letoma 1635 in 1640 naslikal različico te teme, Narodna galerija, London.
- Nicolás Poussin je ustvaril dve deli: prvo, Ugrabitev Sabink, med letoma 1634 in 1635, ki jo hranijo v Metropolitanskem muzeju umetnosti v New Yorku. Druga slika je bila Ugrabitev Sabink, nastala med letoma 1636 in 1637. Čeprav so si nekatere figure zelo podobne, je arhitektura ozadja na tej bolj razvita. Hranijo jo v muzeju Louvre.
- Slikar Johann Heinrich Schönfeld je naredil dve sliki s to isto temo: eni leta 1633-1639 in naslednji različici leta 1640, obe z naslovom Ugrabitev Sabink in ohranjeni v Ermitažu iz Sankt Peterburgu.
- Francoski slikar Jacques-Louis David je ustvaril temo z naslovom »Posredovanje Sabink«, ki predstavlja dramatičen trenutek, v katerem Sabinke posredujejo, da bi dosegle mir med Rimljani, ki so že postali njihovi možje in njihovi sabinski sorodniki; Je iz leta 1799 in je v muzeju Louvre.

- Pietro da Cortona, 1629, Kapitolski muzeji
- Johann Heinrich Schönfeld, 1633-39, Ermitaž
- Nicolás Poussin, 1634-1635, Metropolitanski muzej umetnosti
- Nicolás Poussin, 1637–38, Louvre
- Jacques-Louis David, 1799, Louvre